# Palazzo Venezia (Nápoly)
A Palazzo Venezia egy 13. századi épület Nápolyban, a Spaccanapoli mentén. Az évszázadok során többször is átépítették, kivéve a belső udvar a nyílt lépcsőházzal és függőkerttel. Az erkélyeket a 17. század során adták hozzá. Durazzói László nápolyi király 1412-ben a Velencei Köztársaság képviselőinek ajándékozta, innen származik a neve is.